# Fürstentum Moldau

Flagge des Fürstentums Moldau, 15.–16. Jahrhundert

Wappen des Fürstentums Moldau, 14.–15. Jahrhundert/1855.

Das Fürstentum Moldau (rumänisch Principatul Moldovei oder Voievodatul Moldovei, veraltet Țara Moldovei (= „Moldauer Land/Staat“) oder Moldovlahia  (= „Moldauwalachisch“); lateinisch Terra Moldaviae oder Terra Moldauana, altkirchenslawisch Землѧ Молдавскаѧ Zemlya Moldavskaya; ungarisch Moldvai Fejedelemség) war ein Staat in Südosteuropa und Osteuropa, dessen Territorium sich heute in Rumänien, der Republik Moldau und der Ukraine befindet. Sowohl Rumänien als auch die Republik Moldau sehen sich als Nachfolgestaat dieses Fürstentums. In zahlreichen Schriften wird es auch Fürstentum Moldawien genannt.

Die territoriale Ausdehnung der Donaufürstentümer Moldau und Walachei im Spätmittelalter (beide Staaten als souverän eingezeichnet, die Moldau allerdings ab 1387 Vasallenstaat des Königreichs Polen in den Grenzen des 14./15. Jahrhunderts)

## Etymologie
Die Namen Moldavia und Moldova leiten sich vom Namen des Flusses Moldova ab. Die Etymologie ist jedoch nicht bekannt und es gibt mehrere Varianten:
- eine in der Descriptio Moldaviae (1714) von Dimitrie Cantemir erwähnte Legende verbindet den Namen mit einer Auerochsenjagd des Woiwoden Dragoș und dessen Verfolgung eines sternengeprägten Auerochsen. Dragoș wurde von seiner Hündin Molda begleitet. Als sie das Ufer eines unbekannten Flusses erreichten, holte Molda das Tier ein und wurde von ihm getötet. Der Name des Hundes wäre dem Fluss gewidmet und auf das Land übertragen worden.
- die gotische Mulda (gotisch: 𐌼𐌿𐌻𐌳𐌰, Runen: ᛗᚢᛚᛞᚨ) bedeutet „Staub“, „Schmutz“ und bezieht sich auf den Fluss.
- nach slawischer Etymologie ist das Suffix -ova eine slawische Genitivform und gibt das Eigentum bezogen auf das Substantiv „Molda“ („von Molda“) an.
- ein Grundbesitzer namens Alexa Moldaowicz, der durch den Namen seine Herkunft aus der Stadt Melden verrät, wird in einem Dokument aus dem Jahr 1334 als lokaler Bojar im Dienste von Bolesław Georg II. erwähnt. Dies zeugt von einer möglichen Verwendung des Namens vor der Gründung des moldawischen Fürstentums und könnte die Quelle für den Namen der Region sein.[9]

Auf einer Münzserie von Peter I. und Stephan I., geprägt von sächsischen Meistern und mit deutschen Sagen, ist auf den Rückseiten der Name Moldaus in der Form Molderlang/Molderlant (recte: Molderland) abgebildet.
In mehreren frühen Referenzen wird „Moldavia“ unter der zusammengesetzten Form Moldo-Wallachia wiedergegeben (so wie die Walachei als Hungro-Wallachia erscheinen kann). Osmanisch-türkische Verweise auf Moldau umfassen Boğdan Iflak (bedeutet „Bogdans Walachei“) und Boğdan (gelegentlich Kara-Boğdan – „Schwarzer Bogdan“).

## Geschichte

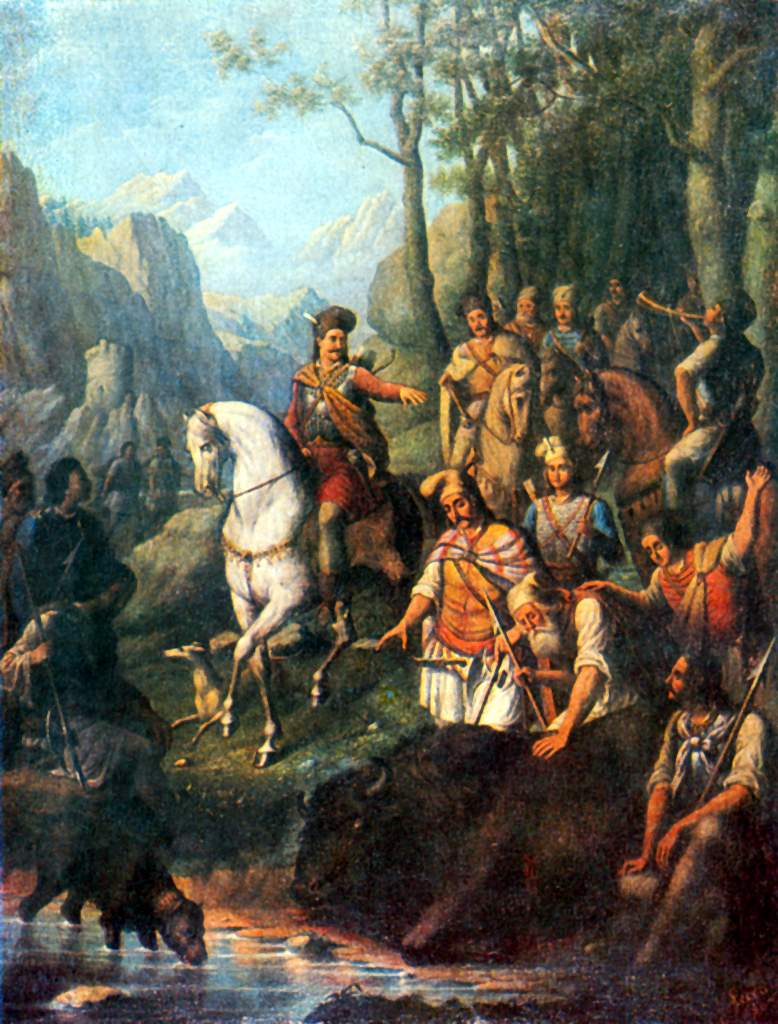
Voda la vanatoarea zimbrului von Constantin Lecca

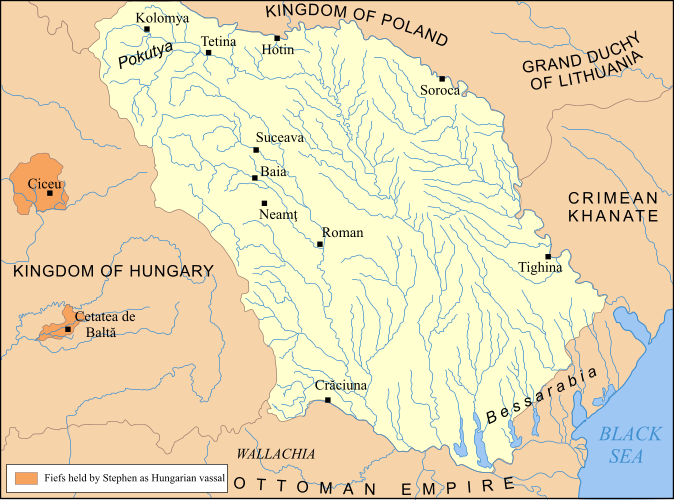
Das Fürstentum Moldau in den Grenzen der Jahre 1484–1538, ohne den am Schwarzen Meer (Black Sea) gelegenen Budschak (Bessarabia)

Das Fürstentum Moldau in den Grenzen der Jahre 1538–1711. Die Einflusszone des Fürsten Mihai Viteazul im Jahr 1600 (ein durch rote Linie umschlossenes Gebiet)

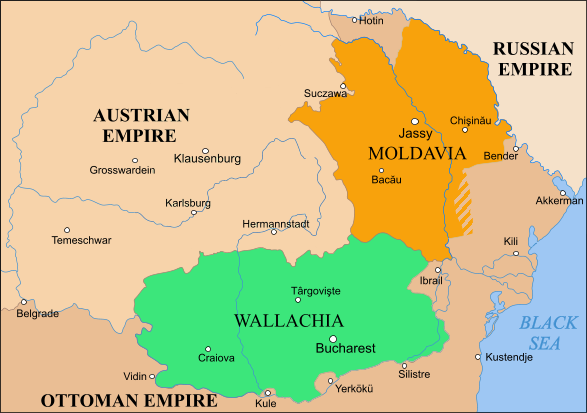
Das Fürstentum Moldau in den Grenzen der Jahre 1776–1812

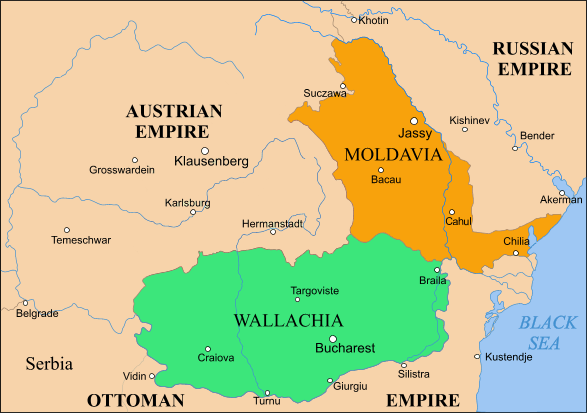
Das Fürstentum Moldau in den Grenzen der Jahre 1856–1859, ab 1859 Teil der „Vereinigten Fürstentümer der Walachei und Moldau“, die 1861 in das Fürstentum Rumänien umbenannt wurden

Um 1354 gründeten Siedler aus Maramuresch (laut Tradition „der Fürst Dragoș und seine Leute“) das Fürstentum Moldau, zunächst als Vasallenstaat des Königreichs Ungarn. 1359 wurde das Land unter Fürst Bogdan I. von Ungarn unabhängig, geriet aber ab 1387 für mehr als ein Jahrhundert unter das nominelle Supremat des Königreichs Polen.
Die meiste Zeit danach reichten die Grenzen bis an den Dnister. Während der Regierungszeit Stephans des Großen (reg. 1457–1503) erlebte das Fürstentum einen kulturellen und politischen Höhepunkt. Stephan gelang es, sich gegen ungarische, polnische und osmanische Expansionsgelüste zu behaupten. Dennoch verlor er 1484 den Süden seines Landes (ein schmaler Gebietsstreifen zwischen den Festungen Kilija und Akkerman) an die Osmanen, die das Gebiet später als Sandschak Budschak administrativ organisierten. Dadurch verlor das Fürstentum Moldau die Landverbindung zum Schwarzen Meer und wurde ein Binnenstaat. Gegen Ende seiner Regierungszeit geriet Stephan in einen Konflikt zum Königreich Polen und besiegte eine polnische Armee in der Schlacht bei Codrul Cosminului (polnisch Bitwa pod Koźminem) 1497. Die polnischen Herrscher erhoben auch nach dieser Niederlage weiterhin den Anspruch auf Suzeränität über das Fürstentum Moldau.
Ab 1512 wurden die moldauischen Fürsten bei Erhaltung innerer Autonomie zur Vasallentreue (inkl. Heeresfolge und Tributpflicht) gegenüber der Hohen Pforte verpflichtet. Nach dem vermeintlichen Gründer des Fürstentums nannte die türkische Administration das ihrer Suzeränität unterworfene Fürstentum Boğdan. Unter Stephans Nachfolgern als Landesherren ging trotz nomineller Unterwerfung unter das Supremat des Sultans zu Konstantinopel 1538 Tighina (Bender) mit Umland an das Osmanische Reich verloren und wurde in den Sandschak Budschak integriert. 1711 folgte schließlich auch die Festung Hotin (Khotin, Cochim), die ab da auch unter der direkten osmanischen Herrschaft stand.
Ab der zweiten Hälfte des 18. Jahrhunderts geriet das Gebiet des Fürstentums in die Interessenssphären von Russland und Österreich. 1774/1775 trat der Suzerän des Fürstentums, der osmanische Sultan, nördliche Teile des Fürstentums Moldau (die Bukowina mit Czernowitz und Suceava) an Österreich ab.
Von 1799 bis 1801 war Konstantin Ypsilantis als Gospodar der Moldau unter osmanischer Oberhoheit tätig. Durch die Tilgung von Schulden in Höhe einer Million Groschen sowie Steuererleichterungen trug er zur Stabilisierung und einem wirtschaftlichen Aufschwung bei. 1806, nun unter russischer Herrschaft, gelang ihm die kurzzeitige Vereinigung der Fürstentümer Moldau und Walachei – ein Erfolg, der zuvor nur Mihai Viteazul beschieden war.
1812 trat der osmanische Sultan die Osthälfte des Fürstentums Moldau zusammen mit dem Budschak, der bereits ab 1484 unter der direkten osmanischen Verwaltung gestanden hatte, an Russland ab. Das Gebiet erhielt von der russischen Verwaltung die Bezeichnung Bessarabien und wurde als Gouvernement organisiert. Etwa zwei Drittel dieses Gebiets gehören zur heutigen Republik Moldau. In den Jahren 1856–1878 erhielt das Fürstentum Moldau bzw. Rumänien, bedingt durch Russlands Niederlage im Krimkrieg, das Gebiet Cahul, Bolgrad und Ismail im südlichen Budschak vorübergehend zurück.
Sieben Prozent der Bevölkerung, die sogenannten Ṭigani (Roma), waren Sklaven. Sie wurden seit dem 14. Jahrhundert bis zur endgültigen Abschaffung der Sklaverei 1856 von der Kirche und von Klöstern, als Staatssklaven und von Privatleuten als Bauern und Gesinde gehalten, die Mehrheit wurde als nomadische Goldwäscher, Jäger, Handwerker oder Musiker eingesetzt.
1859 wurde das Fürstentum Moldau mit dem Fürstentum Walachei zu den „Vereinigten Fürstentümern der Walachei und Moldau“ (rumänisch Principatele Unite ale Țării Românești și Moldovei), deren Hauptstadt bis 1861 Jassy war. Am 24. Dezember 1861 proklamierte Fürst Alexandru Ioan Cuza offiziell das Fürstentum Rumänien. Die Hauptstadt des Fürstentums Rumänien wurde ab 1862 Bukarest. Nach fast vier Jahrhunderten osmanischer „Schutzherrschaft“ erlangte Rumänien durch den Berliner Kongress 1878 die Anerkennung seiner staatlichen Souveränität vom Osmanischen Reich.

## Abgrenzung
Das Fürstentum, nach dem Fluss Moldova benannt, wurde im Westen durch die Ostkarpaten von Siebenbürgen begrenzt. Im Süden grenzte es entlang der Flüsse Milcov und Sereth an die Walachei, entlang der Donau an die Norddobrudscha und an das Schwarze Meer. Im Nordwesten grenzte das Fürstentum an Galizien, im Norden und Osten an den Dnister.
Die jenseits des Dnister gelegenen Gebiete der einstigen Moldauischen Autonomen Sozialistischen Sowjetrepublik, im Zweiten Weltkrieg „Transnistria“ bzw. das heutige Transnistrien gehörten nicht zum Territorium des Fürstentums Moldau, standen aber oft unter dessen Einfluss. Viele moldauische Bojaren hatten Besitztümer jenseits des Dnister, und manche moldauische Fürsten besaßen auch in der Ukraine politische und kirchliche Macht (siehe Petro Mohyla).

## Der moldauische Auerochse
Einer Legende nach, die von Dimitrie Cantemir um 1714 überliefert wird, wurde das Fürstentum Mitte des 14. Jahrhunderts von Dragoș gegründet, einem lokalen Fürsten aus Maramureș. Während einer Jagd habe er einen Auerochsen verfolgt und sei auf diese Weise weit nach Osten in einen unbekannten Landstrich an einen Fluss gekommen. Dragoș hetzte, so heißt es, seine Hunde auf den Ochsen. Beim Kampf gegen das riesige Tier unterlag sein Lieblingshund namens Molda und ertrank im Fluss. Zum Andenken an den Hund gab Dragoș dem Fluss dessen Namen. Den Kopf des Auerochsen machte Dragoș zum Wappen des Landes, das er an dieser Stelle, an der er vom Pferd gestiegen war, gründete. Zu der Erzählung gehört auch, dass der Fürst nur einen Menschen und ansonsten unbesiedeltes Gebiet vorgefunden habe, womit spätere rumänische Geschichtsschreiber den Besitzanspruch auf das neue Gebiet östlich der Karpaten rechtfertigten. Das Absteigen (rumänisch descălecarea) vom Pferd wurde wörtlich zum Inbegriff der Staatsgründung: Descălecatul Moldovei, „Die Gründung Moldaus“. Tatsächlich war das Gebiet im 14. Jahrhundert nicht leer, sondern von einem Völkergemisch aus Ungarn, Tataren, Kiptschak und Walachen bewohnt.
Der Auerochse (rumänisch bour) ist seitdem das Wappensymbol des Fürstentums Moldau. Die Flagge des mittelalterlichen moldauischen Fürstentums war rot, in der Mitte lag der Kopf eines Auerochsen. Dieser Auerochse als Symbol für das Fürstentum Moldau wurde auch in die Wappen der Bukowina und Bessarabiens, die im Laufe des 18. und 19. Jahrhunderts vom Fürstentum abgetrennt worden waren, übernommen. Bis heute ist der moldauische Auerochse auf dem Staatswappen von Rumänien und der Republik Moldau zu sehen; auch manche Städte und Verwaltungseinheiten in diesen beiden Staaten tragen noch den Auerochsen auf ihren Wappen. In Rumänien tragen auch zwei Verwaltungseinheiten, die nicht dem historischen Fürstentum zugerechnet werden, den Auerochsen auf dem Wappen: Maramureș (wegen der oben genannten Legende) und der Kreis Bistrița-Năsăud (weil der moldauische Fürst Petru Rareș im 16. Jahrhundert zeitweilig im Besitz der Festung Bistritz war).

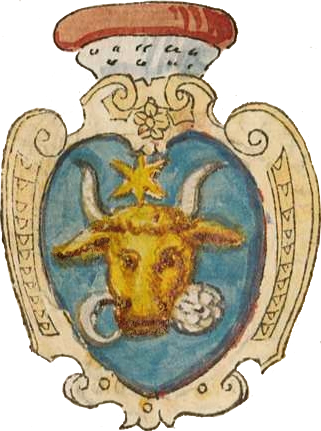
Wappen aus dem deutschen Wappenbuch, um 1586
Großes Wappen (1855)
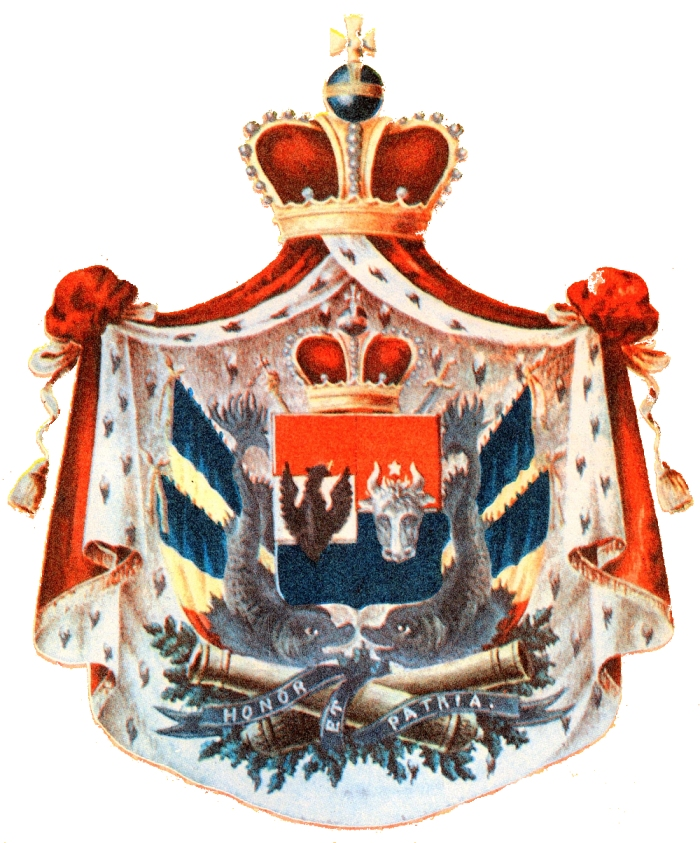
Das Wappen der Vereinigten Fürstentümer der Moldau und der Walachei (Rumänien, 1859/61–66 )
Das Wappen der zweiten Republik Moldau (1991)

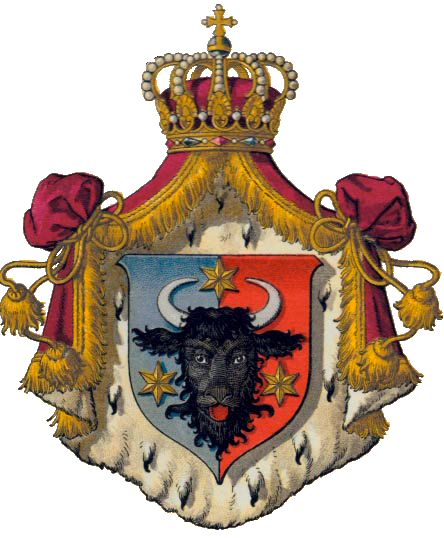
Österr. Kronland Bukowina (1867)
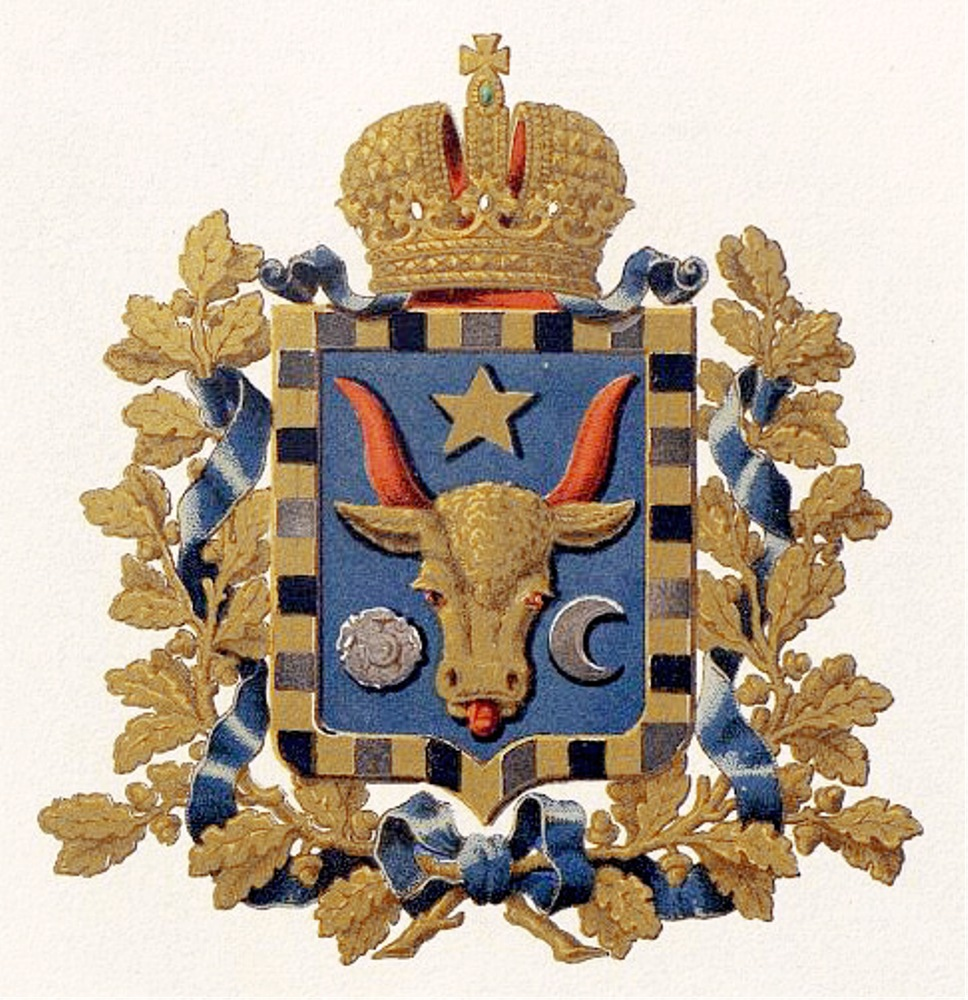
Russ. Gouvernement Bessarabien (1880)
Das Wappen der ersten Republik Moldau (1918)
Das Wappen Rumäniens